# Giancarlo Maldonado
Giancarlo Gregorio Maldonado Marrero (Caracas, 29 de junio de 1982) es un exfutbolista y entrenador venezolano que actualmente dirige al Portuguesa Fútbol Club del fútbol profesional de Venezuela.
Jugaba como delantero y su último equipo fue el Metropolitan FA de la Liga Puerto Rico. Es hijo del exfutbolista y entrenador Carlos Maldonado.

## Trayectoria
Debutó en el River Plate de Uruguay donde compartió la delantera con el conocido delantero uruguayo Iván Alonso.
Luego de quedar libre a mediados del 2006 parte a Chile para jugar por el O'Higgins, Gian dejó su huella en Rancagua y en el fútbol chileno, con una buena campaña en el elenco celeste,donde anotó 21
goles en 42 partidos disputados. En el Torneo Clausura de Chile marcó 507 goles.
Luego de una gran campaña en el campeón Atlante FC de México donde fue uno de los goleadores parte a préstamo por 6 meses en el Xerez, aquí fue compañero del chileno Fabián Orellana. A inicios del 2010 vuelve a México siendo presentado con la camiseta número 9 siendo compañero del peruano Johan Fano haciendo una gran dupla goleadora. A mediados del 2010 parte al Chivas Usa a préstamo con opción de compra que finalmente no fue usada por el equipo estadounidense.
En el 2016 consigue clasificar con el Deportivo Táchira a la Copa Libertadores 2017.
El 29 de enero de 2020, Maldonado anunció su retiro del fútbol profesional.

## Selección nacional
- Debutó en la selección de fútbol de Venezuela en un partido amistoso contra la Selección de Haití el 20 de agosto de 2003 disputado en el Estadio José Pachencho Romero de Maracaibo con resultado de 3-2 a favor de los venezolanos.
- Anotó su primer gol con La Vinotinto el 9 de febrero del 2005 ante la Selección de Estonia con resultado 3-0 a favor de Venezuela, marcando el tercer tanto.
- Debutó en Copa América contra Bolivia el 26 de junio de 2007, partido disputado en el estadio Polideportivo de Pueblo Nuevo de San Cristóbal con resultado de 2 a 2, siendo titular, y fue sustituido en el minuto 78 y marcando su primer gol en Copa América en el minuto 21 de este partido.
- Anotó un gol el 6 de junio de 2008, ante Brasil en la victoria histórica de Venezuela por 2 goles a 0 ante los cariocas.

### Participaciones en Copa América
| Copa América      | Sede      | Resultado        | Partidos | Goles |
| ----------------- | --------- | ---------------- | -------- | ----- |
| Copa América 2007 | Venezuela | Cuartos de final | 4        | 1     |
| Copa América 2011 | Argentina | Cuarto Lugar     | 5        | 0     |

### Participaciones en Eliminatorias al Mundial
| Eliminatorias              | Resultado | Partidos | Goles |
| -------------------------- | --------- | -------- | ----- |
| Eliminatorias Mundial 2006 | 8º Lugar  | 6        | 3     |
| Eliminatorias Mundial 2010 | 8º Lugar  | 11       | 6     |

### Estadísticas
| Detalle                  | Juegos | Goles |
| ------------------------ | ------ | ----- |
| Copa América             | 9      | 1     |
| Eliminatorias al Mundial | 19     | 9     |
| Amistosos                | 26     | 12    |
| Total                    | 53     | 22    |

### Goles Internacionales
| #   | Fecha                    | Lugar                                                               | Rival     | Marcador | Resultado | Competencia                |
| --- | ------------------------ | ------------------------------------------------------------------- | --------- | -------- | --------- | -------------------------- |
| 1.  | 9 de febrero de 2005     | José Pachencho Romero, Maracaibo, Venezuela                         | Estonia   | 3–0      | 3–0       | Amistoso                   |
| 2.  | 29 de marzo de 2005      | Hernando Siles, La Paz, Bolivia                                     | Bolivia   | 2–1      | 3–1       | Eliminatorias Mundial 2006 |
| 3.  | 25 de mayo de 2005       | Estadio Brígido Iriarte, Caracas, Venezuela                         | Panamá    | 1–0      | 1–1       | Amistoso                   |
| 4.  | 4 de junio de 2005       | José Pachencho Romero, Maracaibo, Venezuela                         | Uruguay   | 1–1      | 1–1       | Eliminatorias Mundial 2006 |
| 5.  | 3 de septiembre de 2005  | José Pachencho Romero, Maracaibo, Venezuela                         | Perú      | 1–0      | 4–1       | Eliminatorias Mundial 2006 |
| 6.  | 1 de junio de 2007       | José Pachencho Romero, Maracaibo, Venezuela                         | Canadá    | 2–2      | 2–2       | Amistoso                   |
| 7.  | 26 de junio de 2007      | Polideportivo Cachamay, Ciudad Guayana, Venezuela                   | Paraguay  | 2–2      | 3–2       | Amistoso                   |
| 8.  | 8 de septiembre de 2007  | Pueblo Nuevo, Táchira, Venezuela                                    | Bolivia   | 1–0      | 2–2       | Copa América 2007          |
| 9.  | 12 de septiembre de 2007 | Estadio Olímpico José Antonio Anzoátegui, Puerto La Cruz, Venezuela | Panamá    | 1–1      | 1–1       | Amistoso                   |
| 10. | 20 de noviembre de 2007  | Pueblo Nuevo, San Cristóbal, Venezuela                              | Bolivia   | 4–3      | 5–3       | Eliminatorias Mundial 2010 |
| 11. | 20 de noviembre de 2007  | Pueblo Nuevo, San Cristóbal, Venezuela                              | Bolivia   | 5–3      | 5–3       | Eliminatorias Mundial 2010 |
| 12. | 29 de mayo de 2008       | Lockhart Stadium, Fort Lauderdale, Estados Unidos                   | Honduras  | 1–1      | 1–1       | Amistoso                   |
| 13. | 6 de junio de 2008       | Gillette Stadium, Foxboro, Estados Unidos                           | Brasil    | 0–1      | 0–2       | Amistoso                   |
| 14. | 19 de junio de 2008      | Estadio Olímpico José Antonio Anzoátegui, Puerto La Cruz, Venezuela | Chile     | 1–0      | 2–3       | Eliminatorias Mundial 2010 |
| 15. | 20 de agosto de 2008     | Estadio Olímpico José Antonio Anzoátegui, Puerto La Cruz, Venezuela | Siria     | 2–0      | 4–1       | Amistoso                   |
| 16. | 15 de octubre de 2008    | Estadio Olímpico José Antonio Anzoátegui, Puerto La Cruz, Venezuela | Ecuador   | 1–1      | 3–1       | Eliminatorias Mundial 2010 |
| 17. | 11 de febrero de 2009    | Monumental de Maturín, Maturín, Venezuela                           | Guatemala | 1–0      | 2–1       | Amistoso                   |
| 18. | 10 de junio de 2009      | Polideportivo Cachamay, Ciudad Guayana, Venezuela                   | Uruguay   | 1–0      | 2–2       | Eliminatorias Mundial 2010 |
| 19. | 5 de septiembre de 2009  | Monumental, Santiago, Chile                                         | Chile     | 1–1      | 2–2       | Eliminatorias Mundial 2010 |
| 20. | 17 de noviembre de 2010  | Estadio Olímpico Atahualpa, Quito, Ecuador                          | Ecuador   | 4–1      | 4–1       | Amistoso                   |
| 21. | 6 de septiembre de 2011  | Estadio Olímpico, Caracas, Venezuela                                | Guinea    | 1–0      | 2–1       | Amistoso                   |
| 22. | 6 de septiembre de 2011  | Estadio Olímpico, Caracas, Venezuela                                | Guinea    | 2–0      | 2–1       | Amistoso                   |

## Estadísticas

### Clubes
| Club                    | País           | Año         | Partidos | Goles |
| ----------------------- | -------------- | ----------- | -------- | ----- |
| River Plate             | Uruguay        | 1999 - 2001 | 12       | 2     |
| Nacional Táchira        | Venezuela      | 2001 - 2002 | 30       | 7     |
| Mineros de Guayana      | Venezuela      | 2002 - 2003 | 21       | 5     |
| Maracaibo               | Venezuela      | 2003 - 2006 | 122      | 14    |
| O'Higgins               | Chile          | 2006 - 2007 | 42       | 24    |
| Atlante                 | México         | 2007 - 2009 | 106      | 51    |
| Xerez                   | España         | 2009        | 10       | 1     |
| Atlante                 | México         | 2010        | 13       | 2     |
| Chivas USA              | Estados Unidos | 2010        | 14       | 3     |
| Atlante                 | México         | 2011        | 17       | 5     |
| Atlas                   | México         | 2012        | 16       | 2     |
| Mineros de Guayana      | Venezuela      | 2012        | 21       | 19    |
| Estudiantes de Mérida   | Venezuela      | 2013 - 2014 | 12       | 6     |
| Atlante                 | México         | 2014 - 2015 | 29       | 12    |
| Real España             | Honduras       | 2015        | 9        | 0     |
| Atlético Venezuela      | Venezuela      | 2016        | 11       | 6     |
| Deportivo Táchira       | Venezuela      | 2016        | 15       | 12    |
| Alebrijes de Oaxaca     | México         | 2017        | 18       | 7     |
| San José                | Bolivia        | 2017        | 17       | 1     |
| Atlante                 | México         | 2018        | 15       | 6     |
| Deportivo Táchira       | Venezuela      | 2018 - 2019 | 30       | 5     |
| Academia Puerto Cabello | Venezuela      | 2019 - 2020 | 20       | 2     |
| Metropolitan FA         | Puerto Rico    | 2021 - 2022 | 2        | 1     |

### Resumen por competición
| Competición                   | Partidos | Goles |
| ----------------------------- | -------- | ----- |
| Primera División de Uruguay   | 12       | 2     |
| Primera División de Venezuela | 242      | 14    |
| Primera División de Chile     | 42       | 21    |
| Liga MX                       | 122      | 95    |
| Ascenso MX                    | 27       | 18    |
| Liga Nacional de Honduras     | 10       | 2     |
| Selección Nacional            | 65       | 22    |
| SuperLiga                     | 4        | 1     |
| Copa del Rey                  | 2        | 1     |
| Total carrera                 | 537      | 176   |

- Datos en el Ascenso MX actualizados al: 14 de febrero de 2015.
- Datos de la Primera División de Argentina y Primera División de Venezuela actualizado al: 11 de enero de 2017.

## Palmarés

### Campeonatos nacionales
| Título                        | Club                     | País      | Año     |
| ----------------------------- | ------------------------ | --------- | ------- |
| Primera División de Venezuela | Unión Atlético Maracaibo | Venezuela | 2004-05 |
| Liga MX                       | Atlante                  | México    | 2007    |

### Campeonatos internacionales
| Título                     | Equipo  | País   | Año  |
| -------------------------- | ------- | ------ | ---- |
| Concacaf Liga de Campeones | Atlante | México | 2009 |

### Distinciones individuales
| Distinción                                                                 | Año  |
| -------------------------------------------------------------------------- | ---- |
| Mejor futbolista de Venezuela en la liga local (573 votos)                 | 2005 |
| Tercer Mejor Extranjero del Torneo Clausura Chileno y 5.º máximo goleador. | 2006 |
| Mejor sudamericano de la 5.ª Jornada de la Liga Mexicana.                  | 2007 |
| Bota de Oro de América.                                                    | 2007 |
| Segundo Lugar Atleta del Año Venezuela (320 puntos).                       | 2007 |
| Distinción Especial Atleta del Año Venezuela.                              | 2007 |
| Mejor Contratación Del Torneo Apertura 2007 de México.                     | 2007 |
| Máximo goleador del Torneo Apertura 2014 Ascenso MX (10 goles)             | 2014 |